# Wassili Sergejewitsch Arsenjew

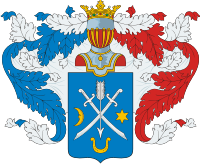
Wappen der Familie Arseniew (Kurland)

Wassili Sergejewitsch Arsenjew (russisch: Арсеньев, Василий Сергеевич; * 8. November 1829 in Moskau; † 19. Juli 1915 in Moskau) war ein russisch-baltischer Adliger, Wirklicher Geheimer Rat im Russischen Kaiserreich und gehörte der russischen Freimaurerei an.

## Leben
Wassili Sergejewitsch Arsenjew studierte an der kaiserlich-russischen Rechtsschule in Sankt Petersburg und schloss sein Studium 1849 mit der Verleihung einer Silbermedaille ab. Von 1849 bis 1852 war er in der 7. und 5. Senatsabteilung in Moskau tätig und wurde danach zum Kammerjunker ernannt. Seit 1853 war er Kollegiensekretär im Justizministerium und mit Sonderaufgaben unter dem stellvertretenden Justizminister Wiktor Nikititsch Panin betraut worden. In den nachfolgenden Jahren war er:
- 1856 bis 1862 Schulinspektor der staatlichen Schulen im Schulbezirk Moskaus
- 1857 bis 1861 Sonderbeauftragter bei einem Treuhänder
- 1862 bis 1867 Oberstaatsanwalt in der 6. Senatsabteilung
- 1863 Beamter im Bildungsministerium
- 1864 bis 1865 Oberstaatsanwalt im Regierenden Sanat
- 1865 vorübergehender Leiter des Archivs im Justizministeriums in Moskau
- 1867 bis 1874 Mitglied am Moskauer Gerichtshof
- Seit 1871 Kammerherr
- 1874 Kommissionsmitglied für die Annahme von Petitionen im Rang eines Staatssekretärs
- 1882 Ernennung zum Geheimen Rat
- Seit 1883 Ehrenvorsitzender des Moskauer Kuratoriums
- Ab 1883 Rektor der Moskauer Handelsschule
- 1890 bis 1896 Manager der Moskauer Geburtshilfeeinrichtungen
- 1896 Wirklicher Geheimrat
- 1896 bis 1914 Treuhänder der Moskauer Frauenhochschule
- 1899–1909 Mitglied der Gesellschaft für die Verteilung nützlicher Bücher. Mitglied vieler Gelehrter- und Wohltätigkeitsorganisationen.
- 1914–1915 Genosse Vorsitzender der orthodoxen Missionsgesellschaft[1].

## Herkunft und Familie
Die Adelsfamilie Arsenjew stammte aus dem russischen Uradel, sein Großvater Nikolai Iwanowitsch Arsenjew (1760–1830) war im russischen Kaiserreich Wirklicher Staatsrat und Gouverneur des Gouvernements Kurland. Wassilis Bruder Dmitri Sergejewitsch Arsenjew (1832–1915) war Admiral in der kaiserlich-russischen Marine.
Ab 1858 war er mit Natalie Dolgoruky (1830–1902) verheiratet. Ihre Kinder: Sergej (1854–1922); Elizabeth (1855–1905); Yuri (1857–1919) ; Alexej (*/† 1859); Iwan (John) ; Nadeschda (1863–1937); Mary (1865–1918); Nikolai (1867); Wladimir (1868–1921).

## Russische Freimaurerei

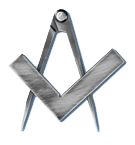
Symbol der Freimaurerei

Wassili Sergejewitsch Arsenjew stand in der Nachfolge von Nikolai Iwanowitsch Nowikow, dem Führer der freimaurerischen "Rosenkreuzer"-Tradition in der russischen Freimaurerei. Er bekleidete hohe Ämter und führte seit 1850 bis in das Jahr 1879 eine lückenlose Chronik über die freimaurischen Versammlungen. Er erbte die größte Bibliothek der russischen Freimaurerei, die noch heute – mit zwei Archiven – ihren Platz in der Russischen Staatsbibliothek hat.